# Цумтор, Петер
Петер Цумтор (нем. Peter Zumthor; 26 апреля 1943, Базель) — швейцарский архитектор, лауреат Притцкеровской премии 2009 года. Один из наиболее заметных и влиятельных архитекторов второй половины XX века. Важная особенность его работ — интерес к традиционным техникам и бережное отношение к ландшафту. Критики оценивают его проекты как минималистические и считают Питера Цумптора архитектором-минималистом.

## Биография
Родился в Базеле в семье мебельщика. Отучившись пять лет по специальности отца, он решил заняться архитектурой. С 1967 по 1979 годы он работал в департаменте охраны памятников кантона Граубюндена, занимаясь реставрацией, планированием и реконструкцией исторических зданий. В 1979 году, уйдя с должности консультанта по строительству при правительстве кантона, архитектор основал собственное бюро в коммуне Гальденштайн, где и работает до сих пор с 15 сотрудниками. Цумтор берётся только за те проекты, которые ему интересны.

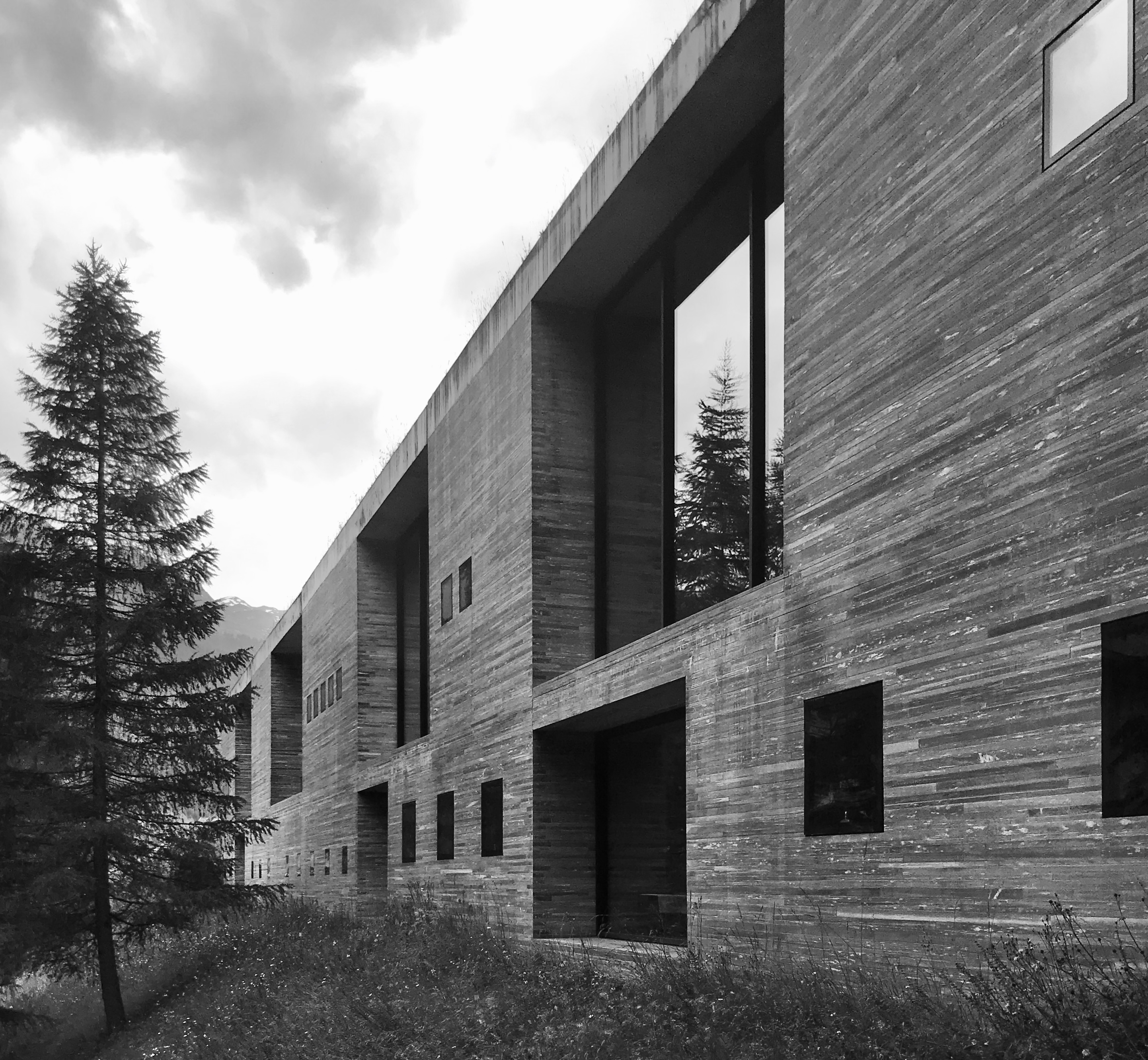
Термальные бани в Вальсе1996 г.

Последующие годы принесли ему около десятка значительных наград, а в 2008-м он получил японскую Императорскую премию, одну из самых престижных в мире. Петер Цумтор удостоен Архитектурной медали Фонда Томаса Джефферсона. В 2009 году Петер Цумтор получил Притцкеровскую премию. Жюри премии, состоящее из известных архитекторов, писателей, дизайнеров и учёных, отметило его «вечные сооружения, питающихся из культур, в которых они возникли, и которые проявляют уважение к окружающим». «Его зданиям присуще значительное присутствие, снова и снова демонстрируют нам, что скромность подхода и смелость общего результата не исключают друг друга. Простота и умеренность живут бок о бок с мощью», — было отмечено в постановлении жюри.
После присуждения премии архитектор отметил, что особенность его художественного метода — создание всего здания целиком. «Надеюсь, эта премия даст надежду молодёжи: они скажут, если Цумтор делает так, то и у нас должно получиться создавать целое здание, а не рисовать только детали и фасады».

## Работы
- Кунстхаус Брегенц
- Термы в Вальсе
- Выставочный центр «Топография террора»
- Швейцарский павильон выставки EXPO 2000

## Теоретические работы и каталоги
- Zumthor P. Atmospheres: Architectural Environments. Surrounding Objects. Basel: Birkhäuser Architecture, 2006. — 76 p.
- Zumthor P. Therme Vals. Zurich: Scheidegger and Spiess 2007. — 198 p.
- Zumthor P. Seeing Zumthor — Images by Hans Danuser: Reflections on Architecture and Photography. Zurich: Scheidegger and Spiess, 2009. — 88 p.
- Zumthor P. Dear to Me. Peter Zumthor in Conversation. Zurich: Scheidegger and Spiess, 2022. — 480 p.

## Галерея

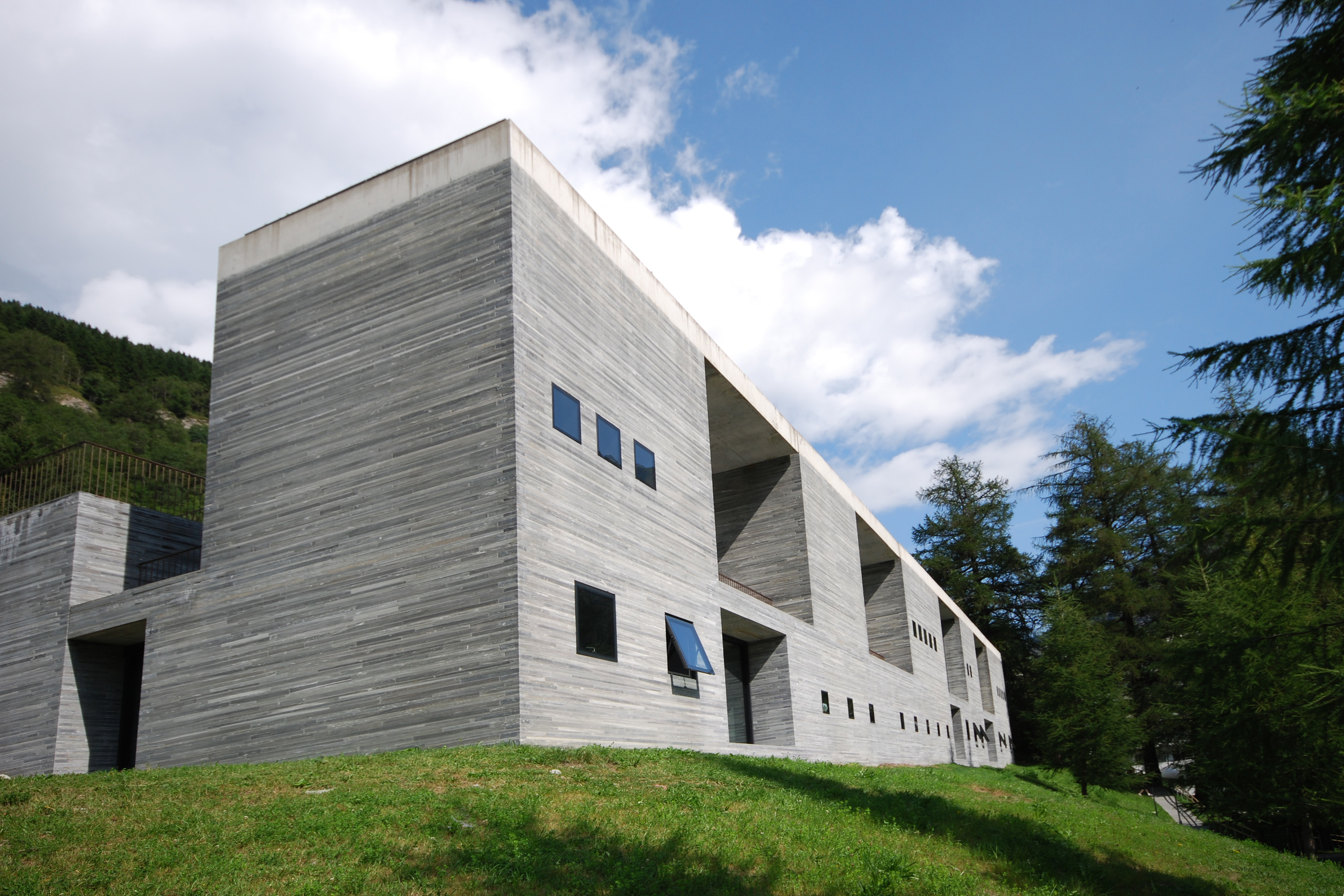
Термы в Вальсе, фасад,1996 г.
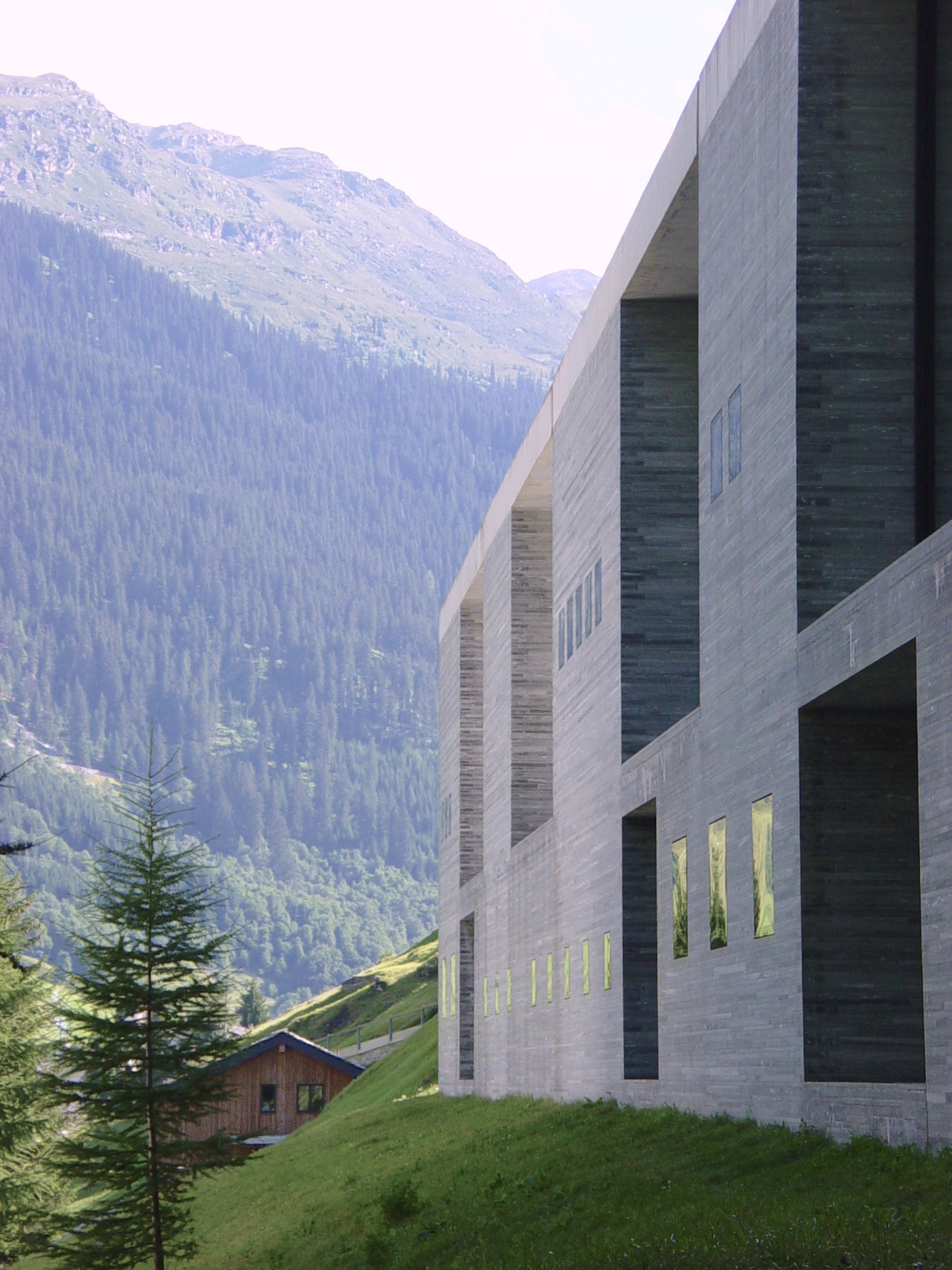
Термы в Вальсе, фасад,1996 г.
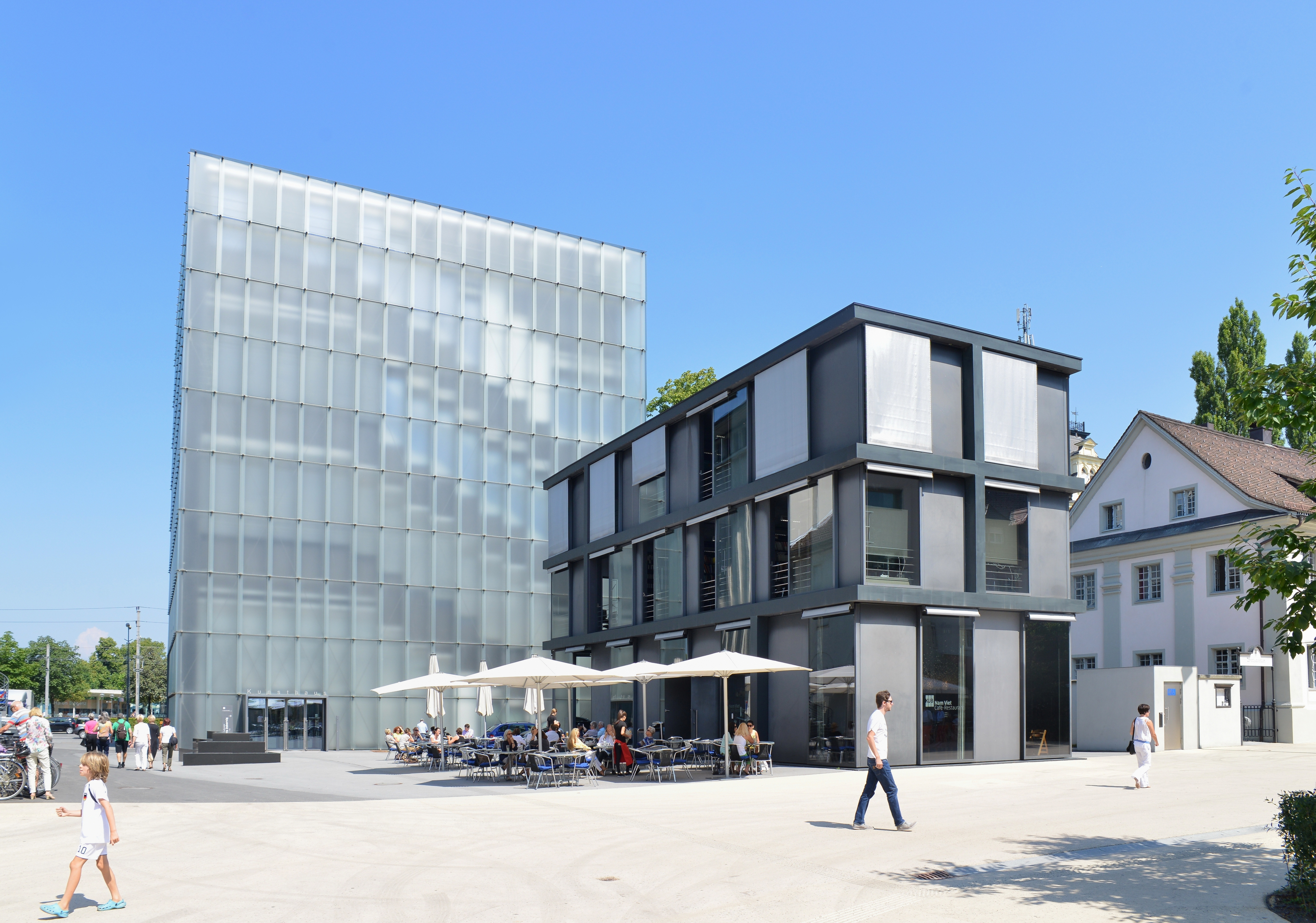
Кунстхаус Брегенц, 1997 г.
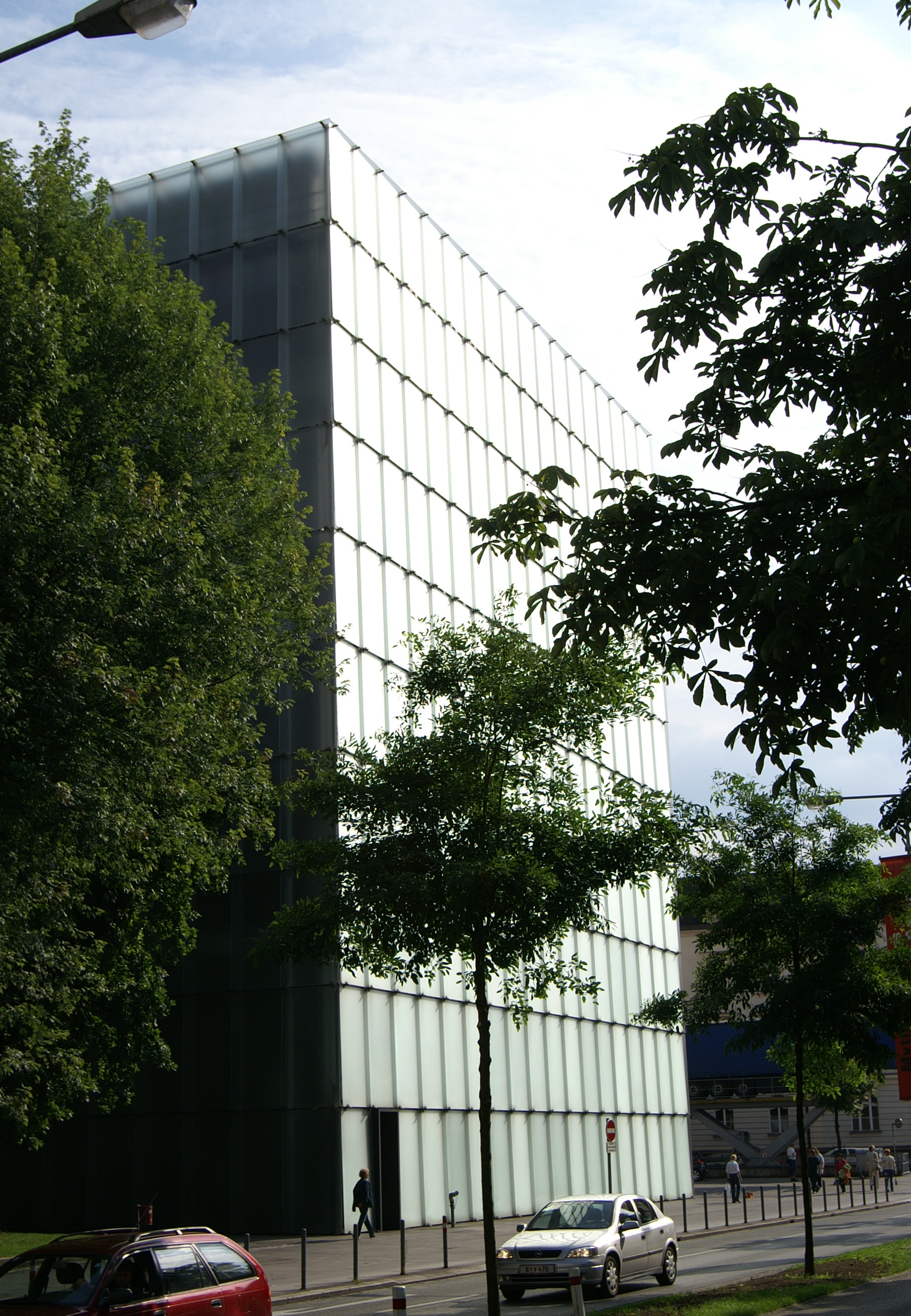
Кунстхаус Брегенц, 1997 г.
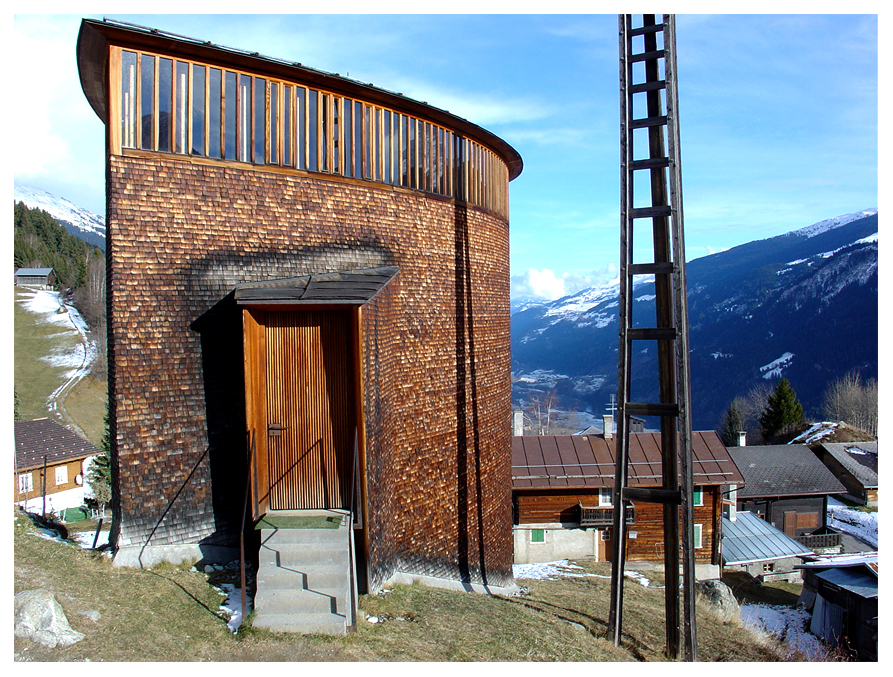
Часовня св. Бенедикта. 1988 г.